# Nemocnice Třebíč

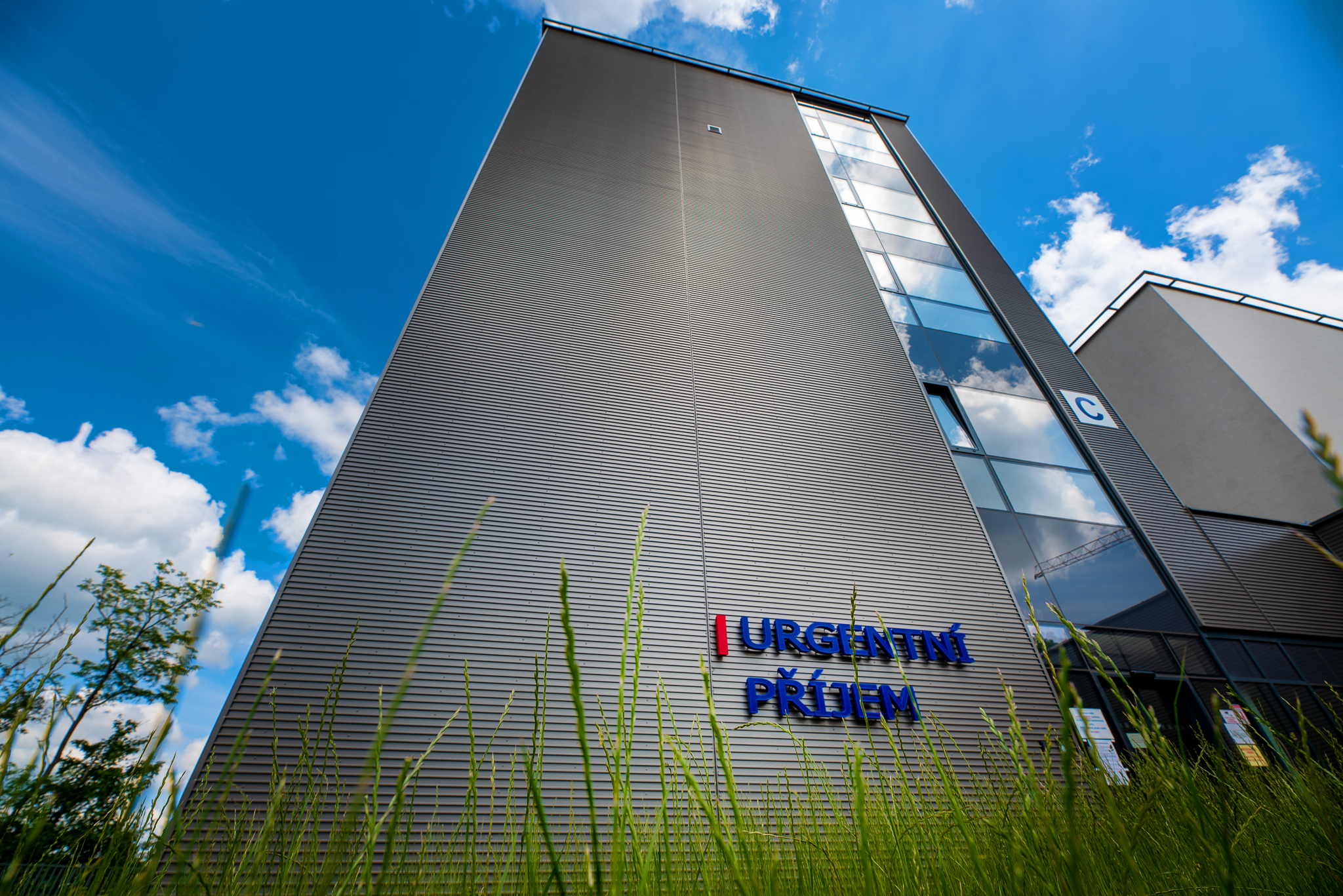
Nemocnice Třebíč, budova C

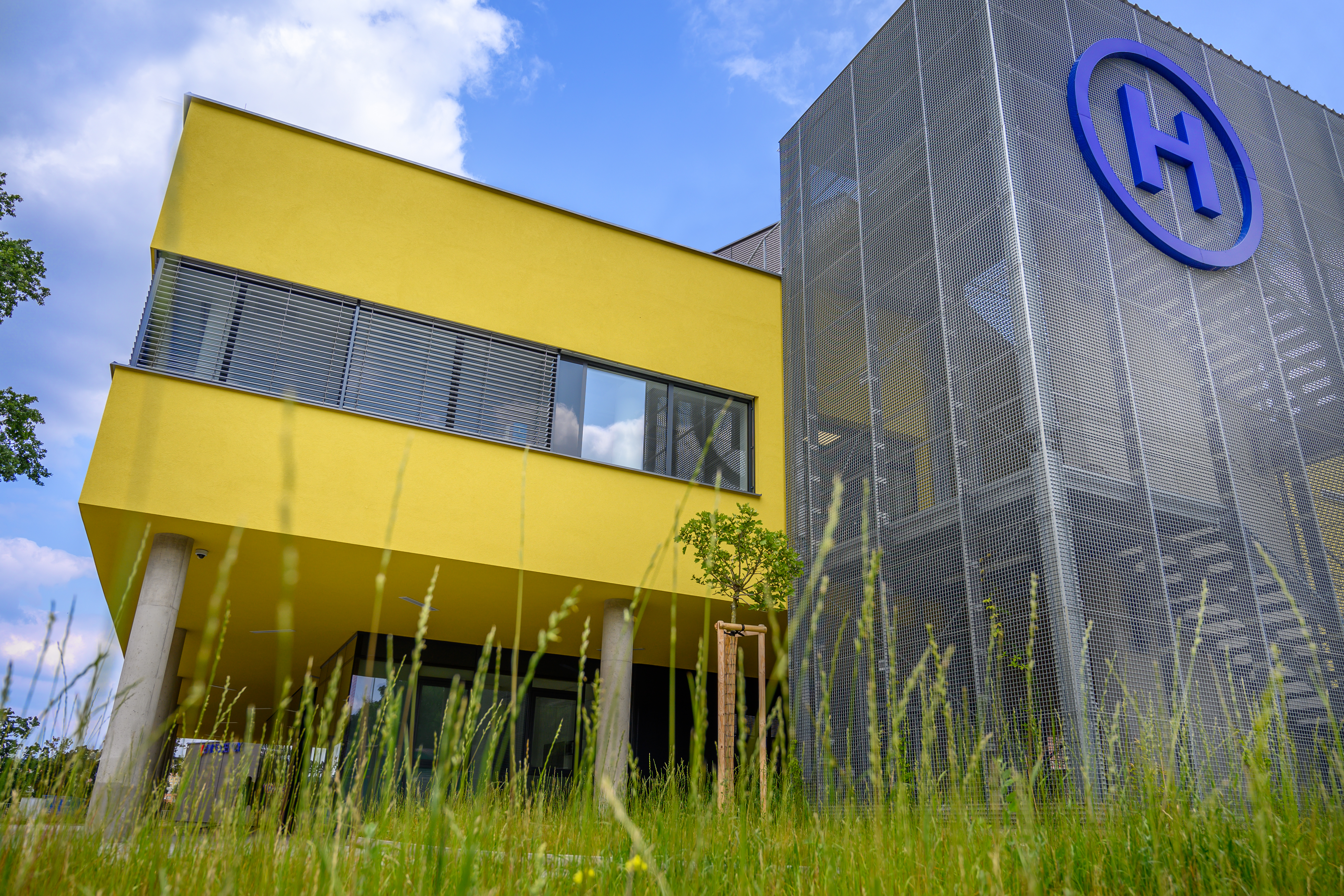
Nemocnice Třebíč, budova O2

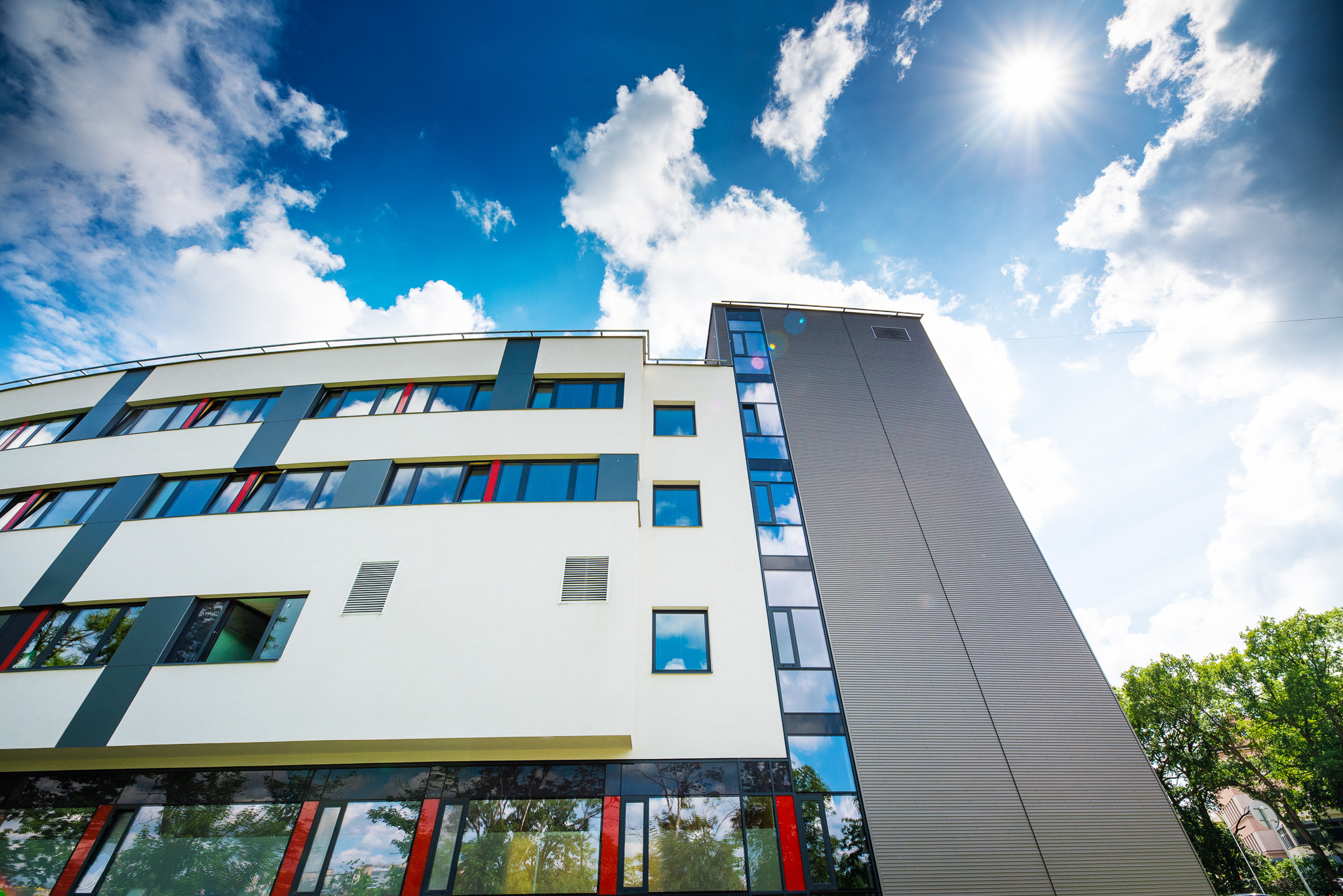
Nemocnice Třebíč, budova C

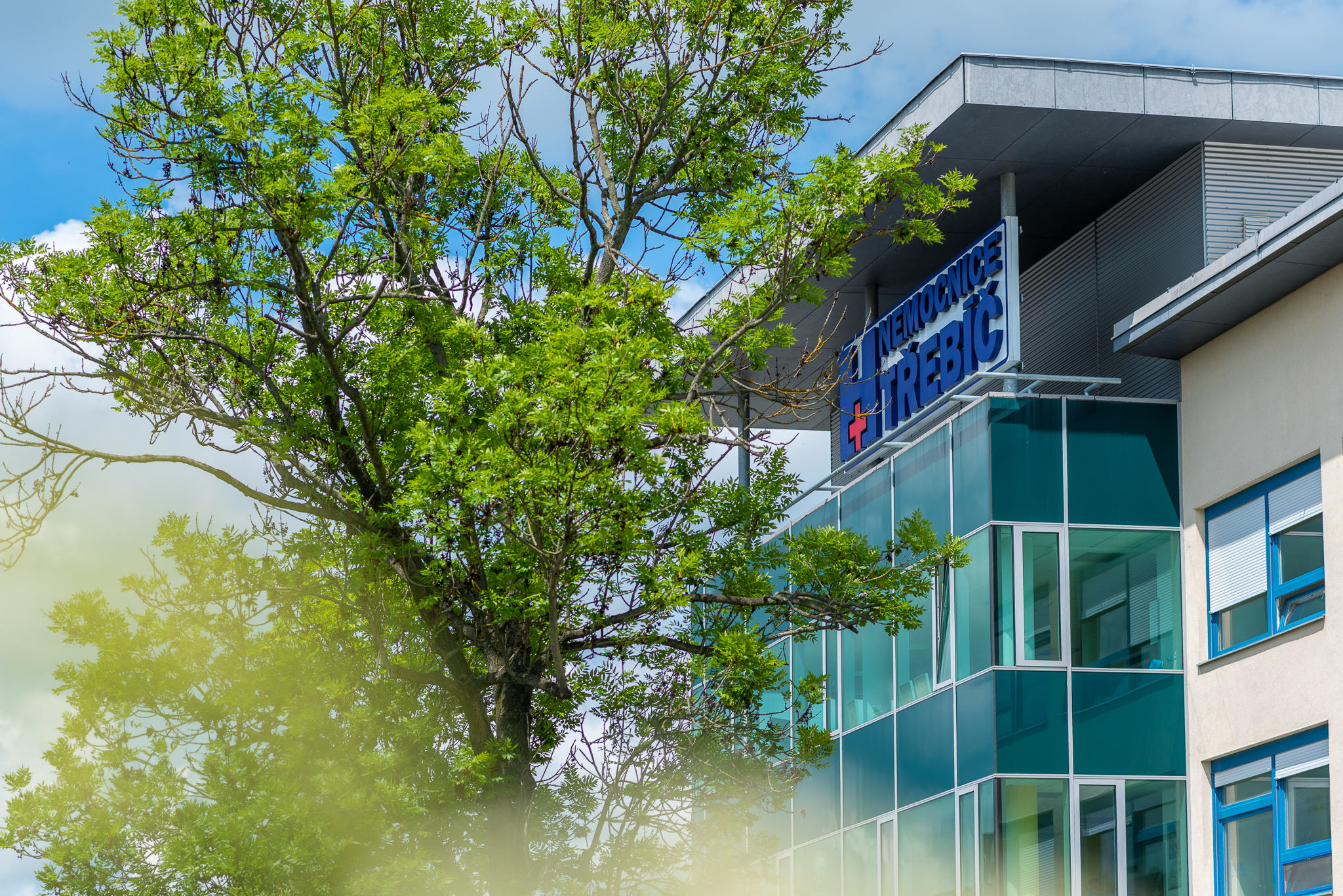
Nemocnice Třebíč, budova M

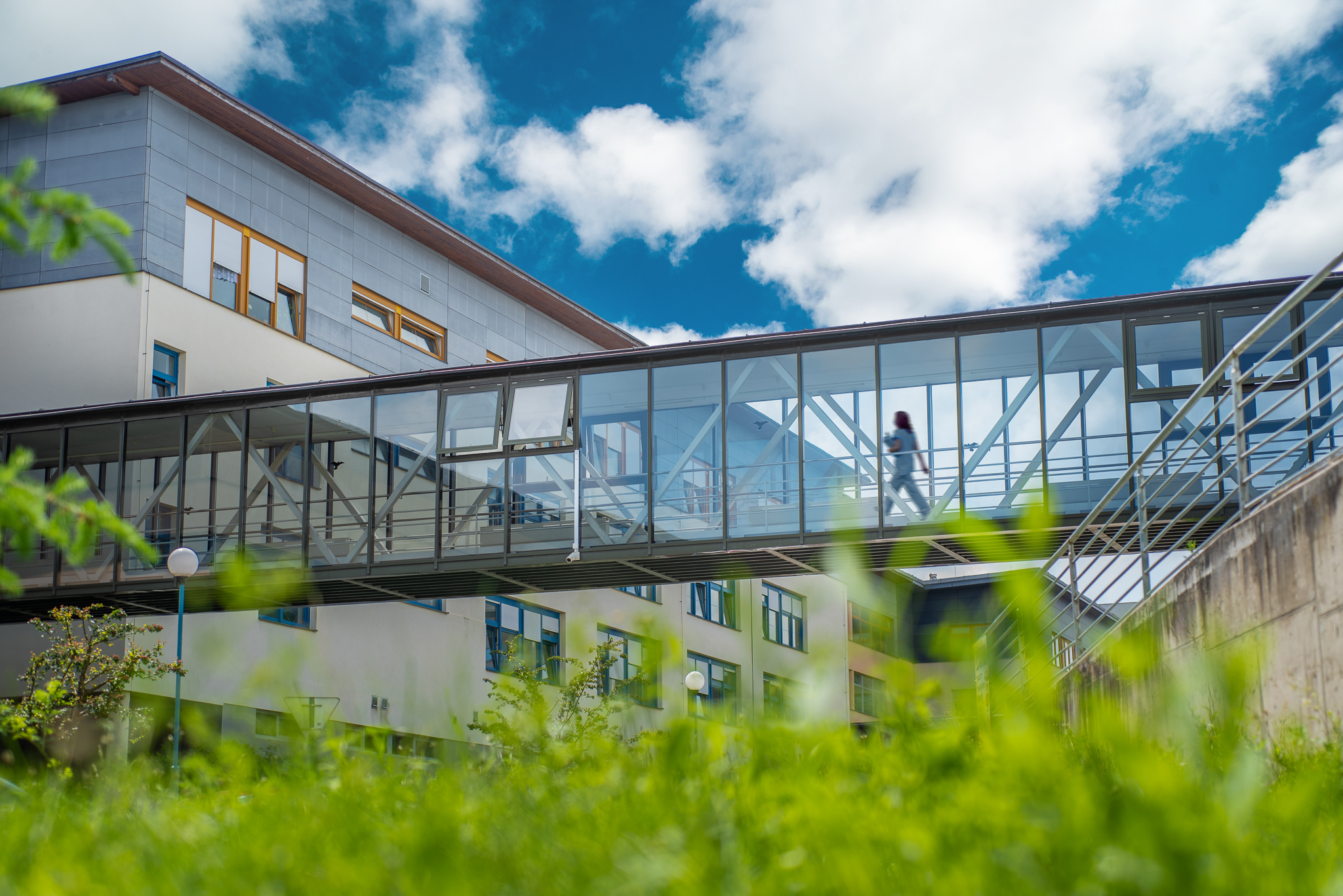
Nemocnice Třebíč, budova M

Nemocnice Třebíč, plným názvem Nemocnice Třebíč, příspěvková organizace je zdravotnické zařízení poskytující zdravotní péči ve spádové oblasti okresu Třebíč.
Vizí Nemocnice Třebíč je "Stabilní komplexní regionální centrum zdraví se zárukou odbornosti a efektivnosti a vnímáním potřeb člověka v každém věku."

## Charakteristika
Zřizovatelem je Kraj Vysočina. Nemocnice sídlí od svého založení v roce 1902 v jejkovském Radostíně.
Nemocnice Třebíč má 18 lůžkových oddělení a 8 komplementárních oddělení (s laboratoří a traktem operačních sálů a jednou ústavní lékárnou). Na celkem téměř 680 lůžek připadá 940 zaměstnanců, z toho 147 lékařů a 433 zdravotních sester.
V roce 2019 pracovalo v nemocnici 1041 zaměstnanců.
Nemocnice Třebíč měla dvě detašovaná pracoviště: pracoviště léčebny dlouhodobě nemocných na náměstí Svobody 358 v Moravských Budějovicích (100 lůžek) a v ulici Družstevní 1320 v Třebíči-Domcích (55 lůžek). Budovu v ulici Družstevní nemocnice prodala v roce 2014.
V Nemocnici Třebíč má od 1. září 2007 své ředitelství Základní škola a Mateřská škola při zdravotnických zařízeních kraje Vysočina.

## Oddělení

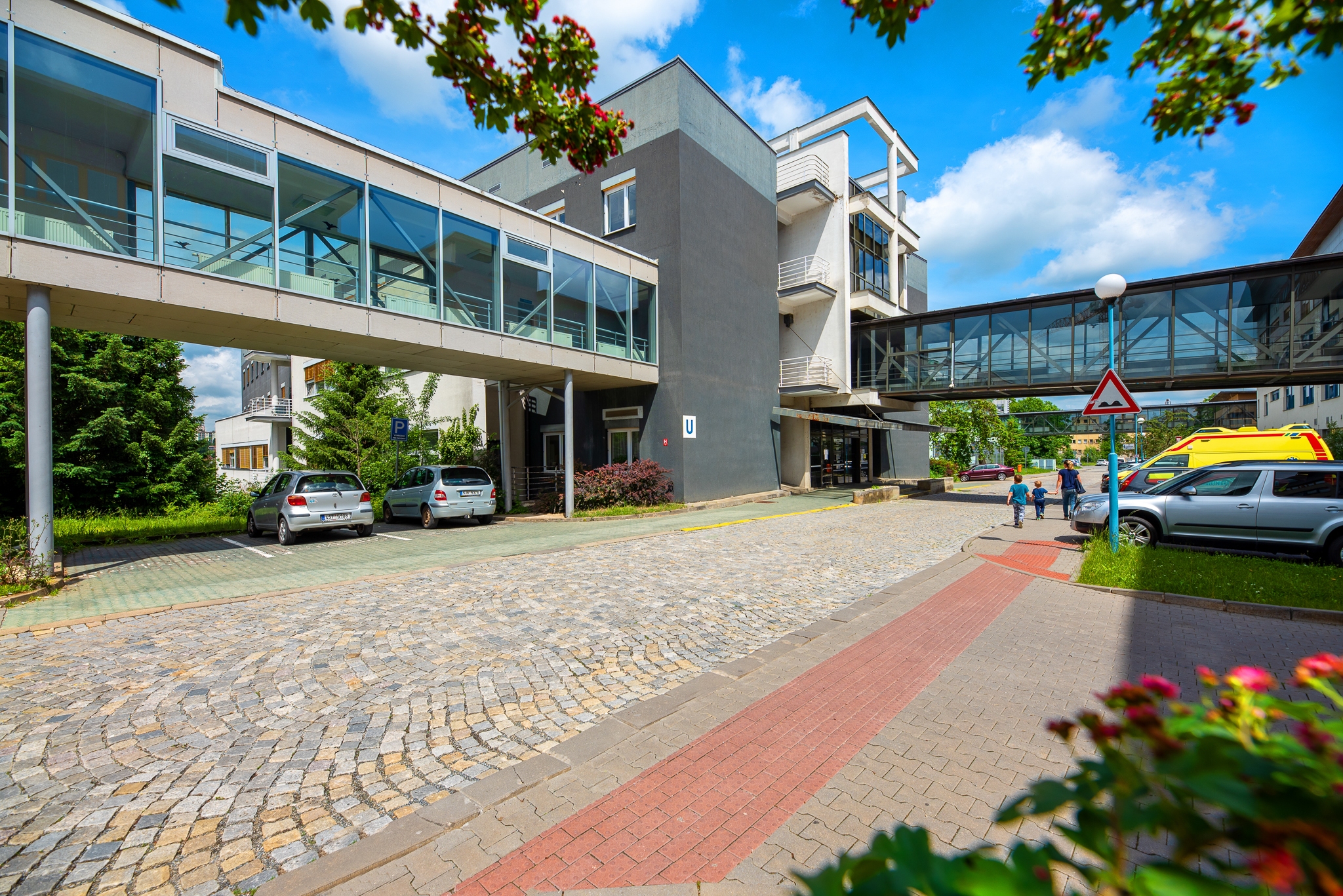
Nemocnice Třebíč, budova U

### Lůžková
- ARO
- Dětské a novorozenecké
- Gynekologicko porodnické oddělení
- Chirurgie
- Infekční
- Interna
- Kožní
- LDN
- Neurologie
- Oční
- ORL
- Ortopedie
- Plicní
- Rehabilitace
- Urologie

### Komplementární
- Centrální laboratoř
- Centrální operační sály, sterilizace
- Léčebná výživa a stravování
- Klinická farmacie
- Lékárna
- Patologie
- Radiodiagnostika
- Centrální dispečink sanitářů
- Transfuzní a tkáňové oddělení FN Brno

## Z historie

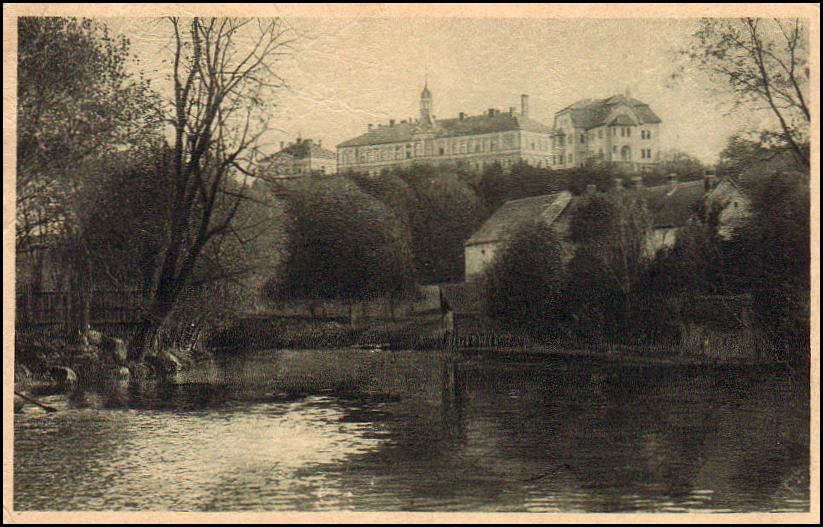
Budovy nemocnice v roce 1920

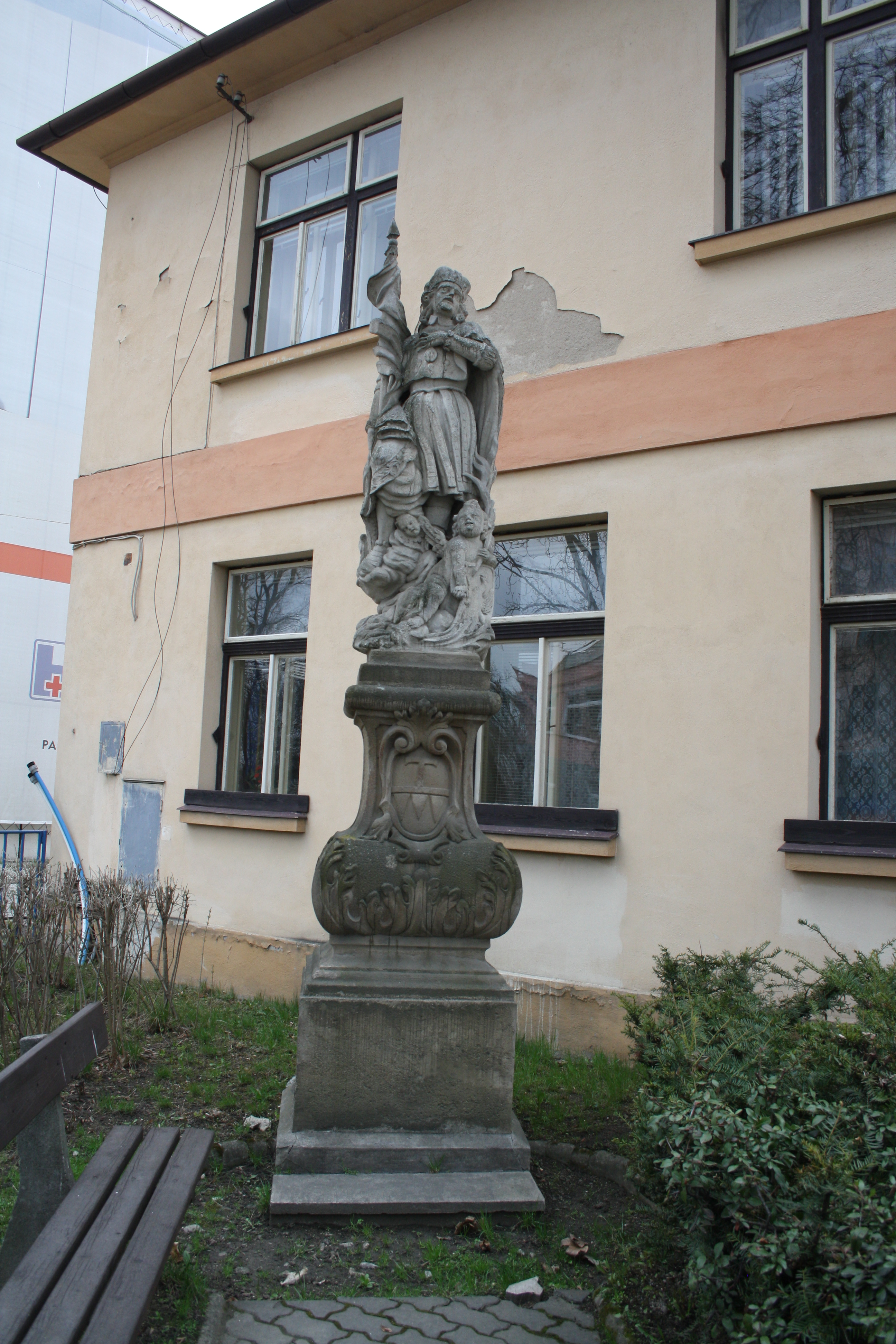
Socha sv. Václava pocházející z jedné z kašen na Karlově náměstí, v areálu nemocnice stála do roku 2015, roku 2024 byla osazena na Kotlářskou ulici

Historie třebíčské nemocnice těsně souvisí se zajišťováním lékařské péče v Třebíči. Funkci zdravotnických zařízení ještě dříve plnili též lazebníci v lázních; v roce 1573 jsou v Třebíči doloženy hned troje. Lazebníci byli zároveň „ranhojiči a zubotahači“. První špitál vznikl v Třebíči kolem roku 1505; později byl nazýván „sousedský“. Na Jejkově měla špitál jednota bratrská v místě dnešního katolického gymnázia, a to až do roku 1640. Druhý „sousedský“ špitál stával u podklášterského mostu. Roku 1668 ho přesunuli do dnešní ulice Sirotčí do míst, v nichž dnes stojí budova okresního ředitelství Policie České republiky.
V Pomezní ulici v Zámostí byla zbudována nemocnice („Krankenhaus“) v roce 1852 pro židy. Roku 1854 došlo k zřízení nového městského špitálu. Nemocné navštěvovali městští lékaři MUDr. Miloslav Haněl a nikoli akademicky vzdělaný František Dreuschuch jako „lidový lékař“. Pro nízkou úroveň špitálu a fakt, že pro chirurgické zákroky bylo třeba dojíždět do vzdáleného Brna, Jihlavy nebo Znojma, rozhodlo město roku 1899 postavit novou nemocnici.

### Založení nemocnice
Třebíč otevřela svou nemocnici v pravém slova smyslu v roce 1902 pod názvem Všeobecná veřejná nemocnice Františka Josefa I.. Vysvětil ji brněnský biskup František Saleský Bauer 12. října 1902. První pacienty přijala v listopadu téhož roku. Tím prvním pacientem byla Anežka Vokounová, provdaná Brázdová z Rapotic, ani ne 18letá oběť střelby na posvícenské zábavě; pro závažnost svých zranění zůstala v nemocnici na půl roku a přes prvotní Bakešův úsudek přežila do pokročilého věku.
Nemocnice byla oficiálně otevřena 1. ledna 1903, to měla 60 lůžek. Hlavní budova stála až do 20. století; její podoba se však časem během rekonstrukcí pozměnila. Zdravotní péči tehdy zajišťovali 3 lékaři a 12 řádových sester. Místo primáře třebíčská samospráva obsadila MUDr. Jaroslavem Bakešem, který vzešel z výběrového řízení. Tou dobou měl za sebou praxi na vídeňské chirurgické klinice v Brně. Ve své funkci zůstal celkem osm let. Roku 1909 odešel do Brna; 1. října se jeho nástupcem stal MUDr. Stanislav Kostlivý, později první profesor chirurgie na Univerzitě Komenského v Bratislavě.
V roce 1910 nebo 1911 byl postavena na západním okraji areálu nemocnice vila pro ubytování lékařů a v roce 1917 byl ve staré budově nemocnice otevřen válečný lazaret. Po roce 1918 byl lazaret předán moravskému zemskému výboru a bylo v něm otevřeno plicní oddělení. V letech 1919 a 1920 byla postavena správní budova nemocnice, márnice a kaplička. V roce 1960 tyto budovy byly propojeny mostní konstrukcí a vznikla tak budova vjezdu, která byla zbořena až v 21. století.
V roce 1918 také byla postavena budova pro tuberkulozní pacienty, v roce 1926 pak byla opravena a v roce 1927 v ní bylo otevřeno interní oddělení. Tato budova pak byla po požáru stropu v roce 1935 přestavěna a propojena s dětským pavilonem, který byl postaven v roce 1930. Tyto budovy pak byly znovu přestavěny v roce 1973–1975.
V roce 1935 byla postavena budova infekčního oddělení a v roce 1945 pak u brány budova oddělení TRN (plicní), tato budova pak v roce 1947 byla adaptována na pavilon dětského oddělení nemocnice. Po druhé světové válce správu nemocnice převzal národní výbor. Od roku 1952 nemocnice až do 90. let náležela nemocnice okresnímu ústavu národního zdraví, organizaci zřizované okresním národním výborem.
V roce 1946 byla dokončena budova s kotelnou, prádelnou, spalovnou, kuchyní a kancelářemi. V roce 1948 byl přebudován dům pracovníka městské nemocnice na transfuzní stanici, ta pak byla upravena v roce 1952.

### Rozšiřování nemocnice
V roce 1950 pak byla postavena budova pro řádové sestry, z té pak vzniklo později lůžkové dětské oddělení a v sedmdesátých letech v této budově bylo otevřeno oddělení nukleární medicíny. V roce 1951 byla na východním okraji areálu nemocnice postavena budova pro ubytování zaměstnanců, tzv. Gigant. Mezi roky 1954 a 1964 pracoval jako primář neurologie v nemocnici Erich Bock.
V roce 1962 bylo otevřeno detašované pracoviště LDN v Moravských Budějovicích, v roce 2013 se z finančních důvodů spekulovalo o uzavření tohoto oddělení. V roce 1971 byl zbořen dům správce nemocnice a na jeho místě byla postavena lékárna a v roce 1974 v nemocnici byla postavena budova kulturního domu. V roce 1975 byla v Jemnici zřízena psychiatrická léčebna, která byla detašovaným pracovištěm nemocnice v Třebíči, primářem byl Ladislav Hosák. V roce 1977 byla léčebna rozšířena, po roce 1998 byla nemocnice privatizována, protože byla zrušena lůžková péče v této nemocnici.
V roce 1977 byla postavena budova porodnice (pavilon G), s původní budovou porodnice byla propojena mostem. Roku 1985 pak byla postavena tzv. nová chirurgie s operačními sály. Mezi lety 1985 a 1990 byla v nemocnici protialkoholní záchytná stanice.
Po sametové revoluci převzal správu třebíčský okresní úřad a 1. ledna 2003 kraj Vysočina.
V roce 1994 pak byla přestavěna ředitelská vila a byla adaptována na oddělení dialýzy. Mezi lety 1995 a 1996 byla přestavěn pavilon infekčního oddělení na infekční oddělení, koronární jednotku a mikrobiologickou laboratoř, roku 1996 byl také přestavěn pavilon TRN (plicní) na hematologickou laboratoř. V roce 1998 byla dokončena stavba univerzálního pavilonu pro interní oddělení, byly do něj přesunuty interní, neurologické a dětské oddělení, později i radiodiagnostika a lékárna. Do původního infekčního pavilonu po přesunuté koronární jednotce se přestěhovalo TRN (plicní) oddělení. V roce 1998 bylo zřízeno v psychiatrické nemocnici v Jemnici oddělení pro drogově závislé mladistvé ženy.

### Po roce 2000
V roce 2000 pak byla postavena budova pro patologické oddělení a v roce 2003 byla dokončena budova M pro malé interní obory, tj. pro kožní, plicní a infekční oddělení.
V roce 2001 vedení nemocnice vyzvalo pracovníky nemocnice, aby se vzdali 13. platů a nemocnice tak mohla zainvestovat nákup potřebného nemocničního technického vybavení. Případně pak mohli i použít číst svého platu a tu věnovat nemocnici na investiční rozvoj. V roce 2006 se nemocnice nechvalně proslavila záměnou novorozeňat, po které musela rodinám vyplatit vysoké odškodné.
V roce 2007 byla postavena budova L, v které byla otevřena centrální laboratoř, tamtéž byla také přesunuta hematoonkologická ambulance a odběrové středisko. V témže roce se začalo spekulovat o dostavbě budovy M, to se povedlo v roce 2011 a do této dostavby bylo přesunuto dětské a novorozenecké oddělení, porodnice a rehabilitace. V přízemí pak byla otevřena nová lékárna, recepce a hala pro návštěvníky.
V březnu 2010 byl v nemocnici zřízen babybox, podle všeho třicátýčtvrtý v Česku. V únoru 2024 byl do něho odložen již třetí novorozenec, který dostal jméno na počest jednoho z dárců Pavel. Ke konci roku 2010 v rámci konání akce Děkujeme, odcházíme podalo výpověď celkem 83 lékařů z celkového počtu 135 lékařů třebíčské nemocnice, podle ředitele nemocnice je nutné analyzovat jaké budou vazby odcházejících lékařů k dalšímu provozu nemocnice.
23. dubna 2015 byla ve spodní části budovy pavilonu L vysvěcena nemocniční kaple Andělů Strážných. V roce 2016 získala nemocnice Třebíč ocenění v celostátní soutěži Bezpečná nemocnice druhé místo za projekt Zvyšování bezpečnost provozu operačních sálů v Nemocnici Třebíč za pomoci sofistikovaného SW. Cílem projektu je elektronizace práce na operačních sálech.
V roce 2017 zakoupila nemocnice dva moderní ultrazvukové diagnostické přístroje, první pro oddělení kardiologie a druhý pro oddělení urologie. Nemocnice měla v roce 2017 problém s personálem, celkem se nedostává personál na 12 míst. V témže roce se však stabilizovala situace v oddělení urologie, kdy nastoupil nový primář Ivo Šabacký a další dva lékaři. V roce 2017 otevřen nový pavilon chirurgických oborů.
V roce 2018 nemocnice byla nejztrátovější krajskou nemocnicí v Kraji Vysočina, kdy z důvodu nárůstů mezd, odpisů majetku a vyšších investic dosáhla ztráty 18 milionů Kč. Dne 18. října 2018 byla v areálu nemocnice vysazena lípa ke stému výročí vzniku československé republiky.
V roce 2019 získala nemocnice opět druhé místo v soutěži Bezpečná nemocnice. Druhé místo získala za projekt „Edukace zaměstnanců Nemocnice Třebíč, příspěvkové organizace, v hygienické dezinfekci rukou pomocí UV lampy“. Roku 2019 byla ve spolupráci s Jadernou elektrárnou Dukovany uspořádána akce úklidu a úprav zeleně v areálu nemocnice, účastnilo se osm zaměstnanců elektrárny a sedm dobrovolníků Klubu českých turistů.

### Rekonstrukce nemocnice

#### Pavilon C a pavilon O

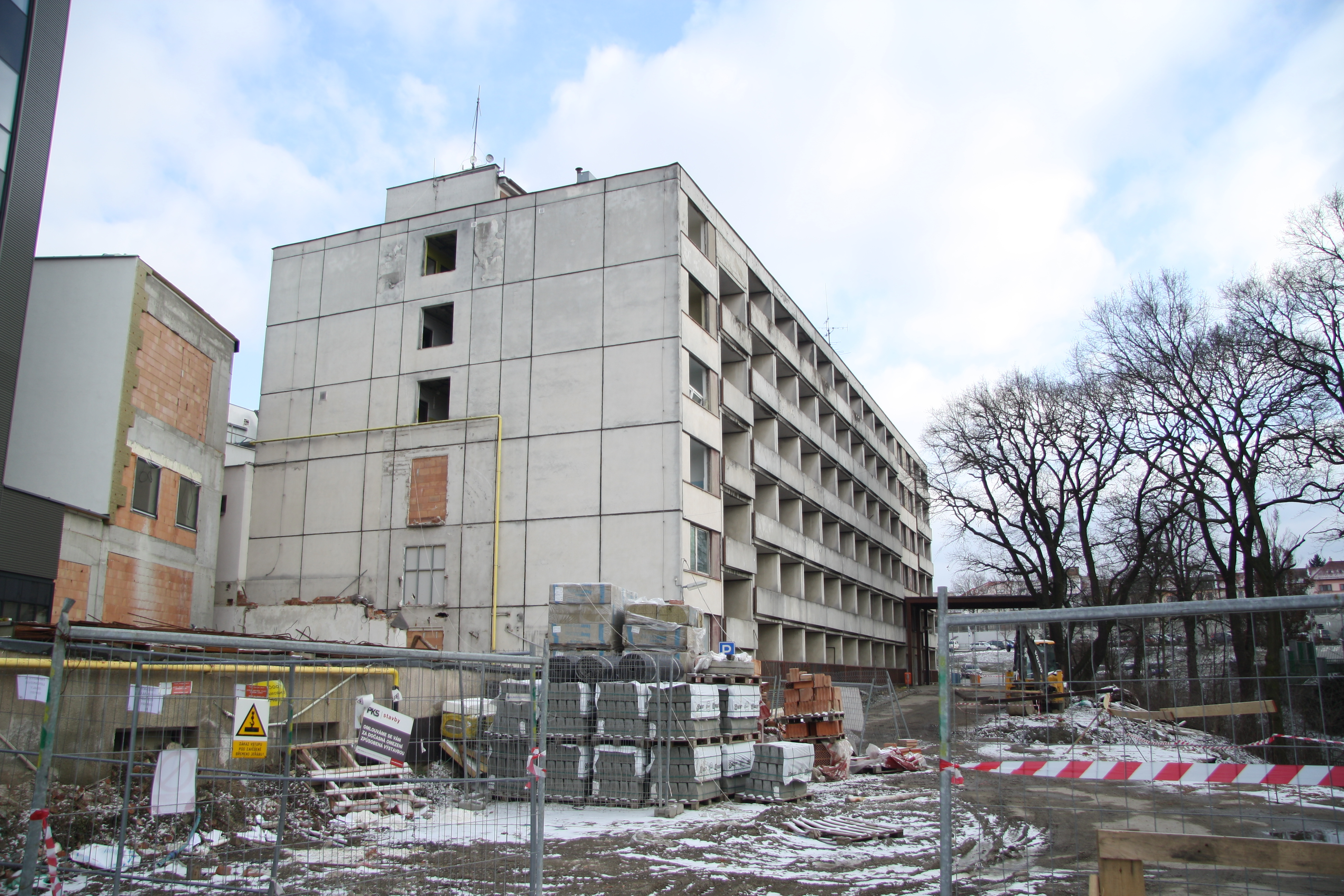
Budova bývalé chirurgie před demolicí

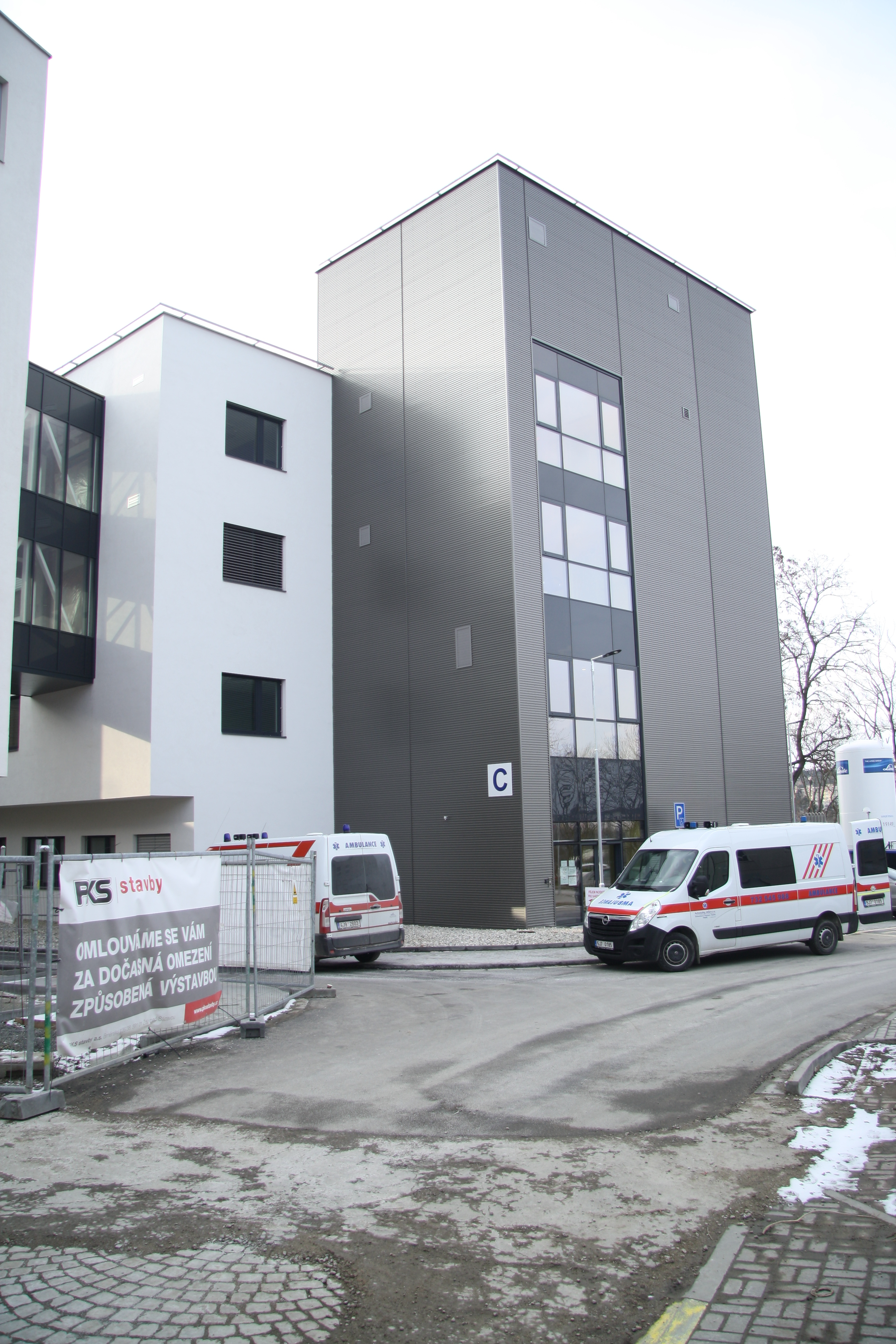
Nová budova C

Mezi lety 2016 a 2017 byl postaven nový pavilon chirurgických oborů (pavilon C), kdy již na přelomu let 2015 a 2016 došlo k demolici stávajících pavilonů A a A1. Nový pavilon měl být čtyřpatrovou moderní budovou a jeho součástí měl být urgentní příjem, 14 ambulancí, centrální rentgen, haly urgentního a ambulantního příjmu, jednotka běžné a chirurgické intenzivní péče a jednotka ARO. Stejně tak bude součástí celkem 116 lůžek. Spojen by měl být s dalšími pavilony, došlo ke spojení s pavilonem G a objektem centrálních operačních sálů. Současně se stavbou nového pavilonu došlo k úpravám v pavilonu O, kde vznikl vysokoprahový urgentní příjem pro sanitní vozy. Ke konci rekonstrukce došlo ke stržení budov hlavní vrátnice, transfuzní stanice a lůžkové budovy chirurgického pavilonu. Stěhování z původních budov proběhlo zpočátku roku 2016, pavilon A musel být vystěhován k přelomu ledna a února. Budova byla vystěhována a připravena k demolici a byla předána stavební firmě. Při bourání starého pavilonu s věžičkou došlo k problémům, neboť stará budova byla probetonována, protože dříve byla střílnou, při demolici se zachovaly dřevěné stropy, ty pak byly prodány do Itálie, kde budou přebudovány na nábytek.
Součástí stavby byla i výstavba nového energetického centra, dvoupodlažní budova centra byla vybudována v místech, kde dříve stávala kotelna. Součástí stavby bylo vybudování nové rozvodny nemocnice a také nového a výkonnějšího dieselového záložního agregátu. Další součástí stavby byl rovněž přesun zásobníků kapalných plynů a následně byla do budovy přesunuta telefonní ústředna, serverovna a dispečink kontrolora. Součástí stavby bylo i napojení stávajících budov nemonice na nové technologie. V rozhovoru s tehdejší ředitelkou nemocnice Třebíč Evou Tomášovou bylo uvedeno že pavilon chirurgických oborů by měl být otevřen v druhé polovině roku 2017. Stejně tak bylo oznámeno, že následovat bude rekonstrukce interiérů budovy pavilonu G (gynekologie, ORL a LDN), posléze došlo k demolici budovy pavilonu CH a vstupní brány do areálu nemocnice. V roce 2017 byla do prodeje obálkovou metodou dána budova za třebíčskou nemocnicí, jež je nazývána jako Gigant, je to bývalá ubytovna nemocnice a někdejší místo zubní pohotovosti.

#### Pavilon G
V říjnu roku 2017 bylo oznámeno, že termín otevření pavilonu G by měl být 21. listopadu 2017. Pacienti měli být do nových prostor přijímání od 4. ledna 2018. Pavilon byl otevřen 21. listopadu 2017, kdy 25. listopadu proběhl den otevřených dveří. Do konce roku 2017 pak proběhlo stěhování a nákup nové techniky jako je CT a další. Patra budovy byla barevně odlišena. Investorem stavby byl Kraj Vysočina, dodavatelem stavby byl PKS stavby. Celková cena stavby dosáhla 425 milionů Kč, na další náklady pak nemocnice získala z dotací regionálních programů na nákup nového vybavení. V lednu 2017 již začal fungovat provoz v nové budově C, kdy prozatím nebyly otevřeny specializované ambulance, ty byly otevřeny ke konci měsíce. V provozu pak již jsou lůžka intenzivní péče.

#### Pavilon CH a přístavba pavilonu C
Po dokončení rekonstrukce došlo k demolici pavilonu CH, což je dle hejtmana kraje Vysočina Jiřího Běhounka nejhorší nemocniční budova v kraji, byly rekonstruovány i operační sály a byla zbourána budova bývalé transfuzní stanice a vstupní brána i s bývalým ředitelstvím. Byly také upraveny komunikace a také některé nově vystavěny. Přibylo také asi 20–30 parkovacích míst. Pavilon CH byl demolován od dubna roku 2018, kdy od ledna 2017 došlo k postupné likvidaci sítí a interiérů tohoto pavilonu. některé vybavení bylo nabídnuto příspěvkovým organizacím Kraje Vysočina nebo také nemocnicím sesterských měst na Ukrajině. V únoru 2018 byl zdemolován pavilon Z. V říjnu roku 2018 by měla být dokončena budova pro magnetickou rezonanci, ta by měla stát na pozemku zbořeného pavilonu CH, byla to jednopatrová přístavba budovy C. Stavba započala v červnu 2018, otevření bylo naplánováno na leden roku 2018.
Rekonstruoval se také pavilon G, kdy byl kompletně upraven a obnoven jeho interiér. V září roku 2018 byl zdemolován historický objekt vrátnice a ředitelství. Celková částka na rekonstrukci porodnice byla 200 milionů Kč. Budova pavilonu G s bývalou porodnicí měla být otevřena 1. října 2018, nově by v ní měla být dialýza, LDN, jednodenní chirurgie a zázemí pro personál. Budova byla otevřena 1. října, byla rozšířena a od 1. do 4. října proběhl testovací provoz. Součástí rekonstrukce byla i modernizace techniky, byla instalována úpravna vody pro dialýzu nebo systém centrálního monitoringu pacientů. Od 8. října začala demolice bývalé vrátnice nemocnice. Upraven byl také pavilon O, kde je od roku 2019 urgentní příjem.
Po zbourání bývalé vrátnice, bývalé budovy patologie a úpravě prostor okolo bývalého vstupu do areálu došlo k úpravám. Řešila se i budova prodejny, která patří soukromým majitelům – kraj Vysočina by chtěl budovu zakoupit, ale nabídka od majitelů byla velmi nevýhodná a tak v roce 2019 od prodeje sešlo. Na místě vstupu by měla být vybudována nová recepce a systém pro vjezd s kamerovým dohledem. Bylo oznámeno že v roce 2019 by měl být otevřen vjezd pro sanitní vozy urgentního příjmu. Dne 7. ledna 2019 byl otevřen urgentní příjem v pavilonu O. Problémem urgentního přijmu je nedostatek lékařů pro 24 hodinový provoz emergency pavilonu. V červnu roku 2019 byl do pavilonu emergency instalován nový přístroj na magnetickou rezonanci. Roku 2019 přispěla korejská společnost KHNP (sponzorující i Horáckou Slavii Třebíč a usilující o zakázku na dostavbu jaderné elektrárny Dukovany) sponzorským darem na nákup ultrazvukového přístroje pro neurologické oddělení.

#### Vjezd do nemocnice
V květnu roku 2019 byl otevřen nový vjezd do areálu nemocnice z Purkyňova náměstí, na stejném místě byl postaven i platební terminál pro platbu vjezdu do nemocnice. Od roku 2020 je pohotovostní služba přemístěna do budovy C. V roce 2020 také bylo modernizováno zařízení pro centrální sterilizaci, byly pořízeny dva nové sterilizátory. V listopadu 2020 byly zakoupeny nové dýchací přístroje Airvo, ty byly pořízeny s přispěním sbírky, kterou nemocnice uspořádala ve spolupráci s městem Třebíč, bylo jich zakoupeno celkem 10. Byl také zakoupen tzv. biovak, který je používán pro převozy infekčních pacientů mezi odděleními. Sbírka pro přístroje Airvo proběhla v červnu roku 2020. V roce 2022 byly zatepleny budovy stravovacího provozu a administrativy, tím se sníží jejich energetická náročnost.

#### Stavba budovy pro operační sály v roce 2020
Na území při vstupu do nemocnice by po demolicích měla být postavena třípatrová budova přístavby budovy operačních sálů dle návrhu architekta Jaroslava Homolky z ateliéru Atelier Penta. Stavba by měla být započata na přelomu let 2019 a 2020. V listopadu roku 2019 bylo dokončeno projektování přístavby budovy O s operačními sály. Stavba začne v březnu roku 2020. V prvním patře budou vybudovány 4 nové operační sály. Stavba by měla trvat asi 2,5 roku. Po dokončení budou rekonstruovány současně fungující operační sály. V září roku 2020 byla dokončena hrubá stavba nové budovy pro operační sály, celková cena by měla dosáhnout 345 milionů Kč. V polovině roku 2021 by měly být dokončeny 4 operační sály a stavební firma se přesune na starší budovu, kterou opraví. V únoru roku 2021 bylo oznámeno, že čtyři nové operační sály budou zprovozněny v červnu téhož roku. Připravuje se výběrové řízení na dodání vybavení operačních sálů, předběžně se počítá s cenou kolem 67 milionů Kč. Po dokončení by měla navázat rekonstrukce stávajících sálů. Sály jsou nejmodernějšími sály v Kraji Vysočina, jsou vybaveny komplexním kamerovým systémem a dalšími technickými prostředky. V roce 2022 byly otevřeny i zbylé nové operační sály. K otevření a zprovoznění nových operačních sálů došlo v červenci roku 2022.

#### Nový pavilon U
V roce 2024 bylo oznámeno, že z pavilonu U, kde doposud byly pracovny lékařů a vyšetřovny budou další ordinace. Celková cena přestavby by měla dosáhnout 22 milionů Kč a měla by proběhnout v roce 2025.

#### Nová LDN
V roce 2027 by měl být dokončen nový pavilon nemocnice pro LDN, ta by tak nahradila pracoviště LDN v Moravských Budějovicích. Celková cena stavby by měla dosáhnout 600 milionů Kč, v roce 2025 bylo oznámeno, že investorem bude Kraj Vysočina. Budova by měla mít pět podlaží, v přízemí by mělo vzniknout oddělení dlouhodobé intenzivní ošetřovatelské péče, vstupní hala a kavárna, v druhém, třetím a čtvrtém patře by mělo vzniknout oddělení léčebny dlouhodobě nemocných s třicet lůžky v každém patře. V posledním pátém patře by mělo vzniknout oddělení paliativní péče s deseti lůžky. Na střeše by měla vzniknout střešní zahrada.

#### Parkovací dům
V roce 2019 bylo oznámeno, že místo bývalé prodejny potravin by mohl vzniknout parkovací dům, Kraj Vysočina se dlouhodobě snažil budovu získat do vlastnictví a nadále s pozemkem pod budovou nakládat. To se dlouho nedařilo, v roce 2019 se povedlo domluvit výměnu objektu prodejny potravin za budovu na ulici Maxima Gorkého. Stavba by mohla začít kolem roku 2021 nebo 2022. Místo parkoviště by mohl být po roce 2021 postaven parkovací dům pro 220 vozidel. Investorem byl Kraj Vysočina. Dle vyjádření Kraje Vysočina z roku 2020 by měla stavba parkovacího domu být dokončena v roce 2023, celkové náklady by měly dosáhnout 165 milionů Kč. V roce 2021 byly zveřejněny vizualizace a upřesněna cena parkovacího domu. Stavba se však nestihla v roce 2023 dokončit, v říjnu tohoto roku stavba teprve začala.
Hned na počátku října byla zdemolována budova někdejšího obchodu. Stavba by měla stát 130 milionů Kč, celkem by mělo být v parkovacím domě 216 míst pro automobily, 5 míst pro motocykly a 49 míst pro jízdní kola. Bylo oznámeno, že uvedení do provozu by mělo být v červnu roku 2020.
Během přestavby byly vykáceny keře a stromy, nově bylo osazeno 31 stromů, 41 keřů, téměř 400 růží, více než sto rododendronů a osm set trvalek a okrasných trav.

### Po roce 2020

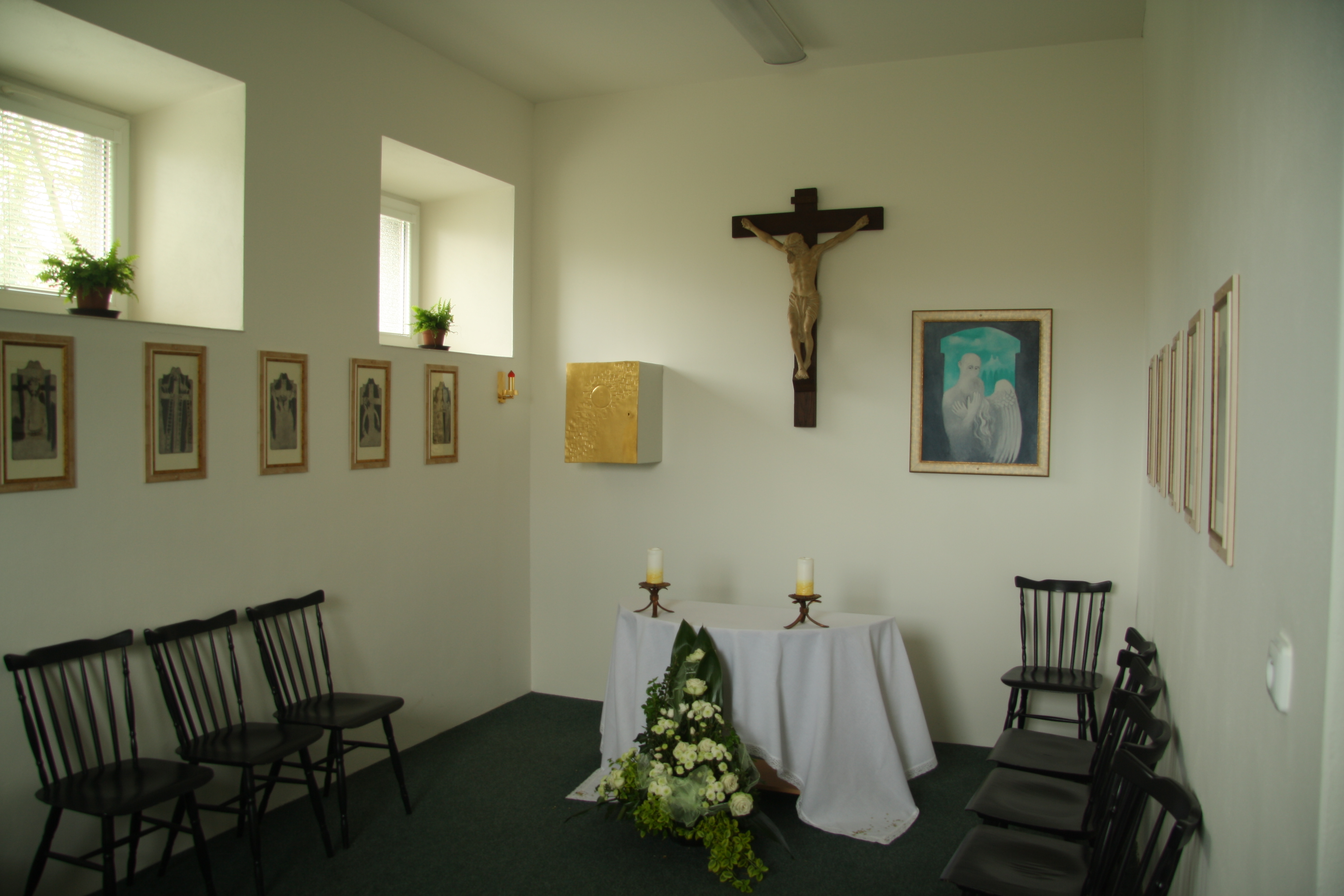
Nemocniční kaple Andělů Strážných ve spodní části pavilonu L

V březnu roku 2020 došlo k omezení plánovaných operací a výkonů z důvodů epidemie nemoci covid-19. V prosinci roku 2020 byly zapůjčeny testovací laboratorní přístroje pro PCR testování koronaviru. V rámci epidemie onemocnění covid-19 byl u třebíčské nemocnice instalován odběrový stan. Nemocnice také vydala prohlášení, že děkuje dobrovolníkům za dodání štítů vytištěných na 3D tiskárnách.
V roce 2020 pak nemocnice zakoupila laparoskopickou věž na operační sály. Nové přístroje pro oddělení urologie – ultrasonograf a cytoskop byly zakoupeny i v roce 2021. V roce 2021 město Třebíč uspořádalo veřejnou sbírku pro Nemocnici Třebíč, celkem se vybralo 550 tisíc Kč, nemocnice tak mohla zakoupit přístroj pro podporu dýchání.
V roce 2022 nemocnice přešla, stejně jako ostatní krajské nemocnice Kraje Vysočina, na nový informační systém. V roce 2022 ze sponzorských darů byl pořízen optický koherentní tomograf. V červnu 2022 byl postaven nový pavilon operačních sálů. V roce 2022 proběhly oslavy 120. výročí nemocnice, byl také posvěcen nově zasazený významný strom, je jím sakura.

## Lidé

### Lékaři
V červnu roku 2020 nastoupil na pozici primáře Chirurgického oddělení MUDr. Jan Cagaš. V lednu 2023 nastoupil nový primář ORL oddělení MUDr. Jiří Rottenberg, Ph.D.
- Jaroslav Bakeš
- Erich Bock
- František Dreuschuch
- Gerhard Hahn
- Jan Miloslav Haněl
- Ladislav Hodějovský
- Karel Holubec
- Miloš Chmelíček
- Marie Kališová
- Stanislav Kostlivý
- František Kubica
- Jiří Kucharský
- Vladimír Němeček
- Josef Orel
- Bohumil Pavlíček
- Miloslav Pink
- Alois Pokorný
- Zbyšek Pospíšil
- Vladimír Šilhavý
- Jiří Toman
- Jaromír Uhlíř
- Jan Vacl
- František Veselý
- Jiří Viewegh

### Vedení
Do roku 1944 nemocnice neměla samostatného ředitele, lékařskými řediteli však byli primáři chirurgického oddělení, v roce 1944 nastoupil první ředitel nemocnice, byl jím Otmar Šádek. V roce 1952 byla nemocnice transformována na Okresní ústav národního zdraví (OÚNZ) a po roce 1990 pak byla nemocnice transformována na příspěvkovou organizaci pod správou okresního úřadu a od roku 2003 pod správou krajského úřadu.

#### Po roce 1944
- MUDr. Otmar Šádek.

#### Po roce 1952 (OÚNZ)
- MUDr. Jan Urbánek
- MUDr. Leopold Fabišovský
- MUDr. Jaroslav Zedníček
- MUDr. Vilém Komínek
- MUDr. Jaroslav Kyvíř
- MUDr. Vlastimil Šula
- MUDr. František Šeda
- MUDr. Josef Hyll

#### Po roce 1990
- MUDr. Petr Háva
- MUDr. Vilém Blažek
- Mgr. Luděk Hajíček (do r. 2000)
- Ing. Jaroslav Soukup (2000-2003)
- Ing. Petr Mayer (2003-2010)
- Ing. Leoš Dostál (2010-2013)
- Ing. Jan Ferenc (2013-2014)
- Ing. Eva Tomášová (2014–2025[95])
- MUDr. Lukáš Kettner (2025[96]–)

## Galerie

Pohledy z Nemocnice Třebíč
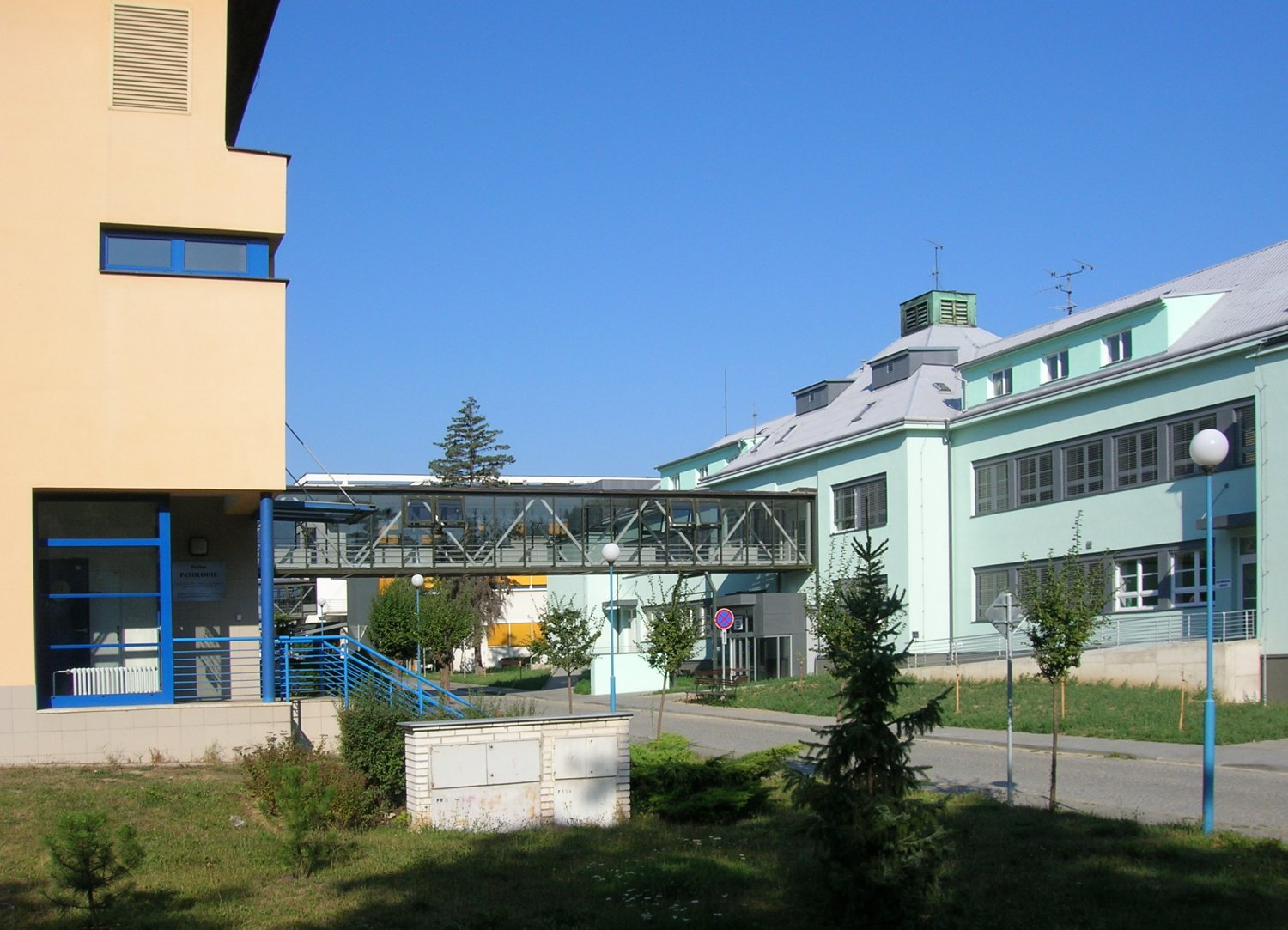
Laboratoře a patologie
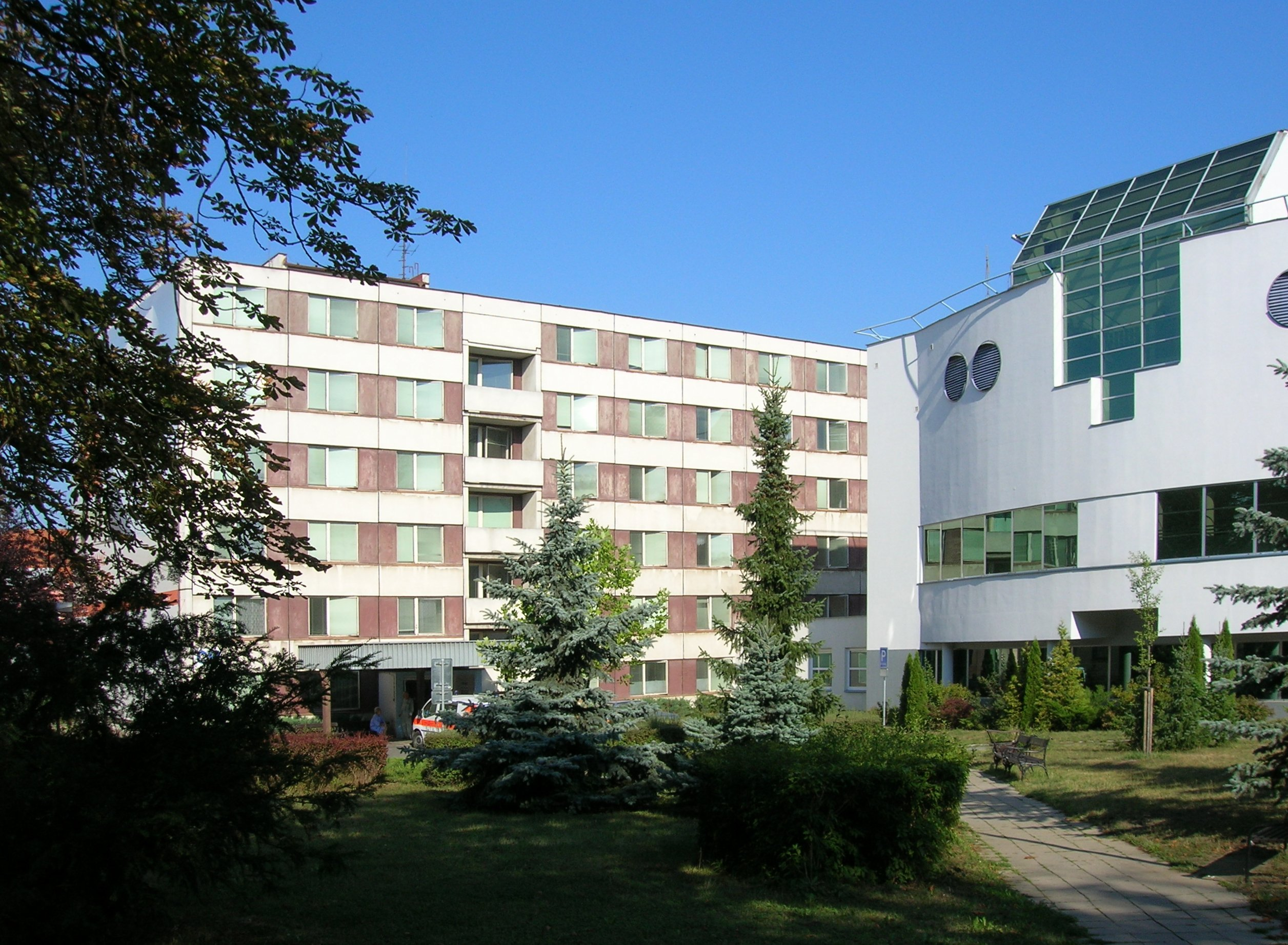
Chirurgie - budova CH (zbourána)
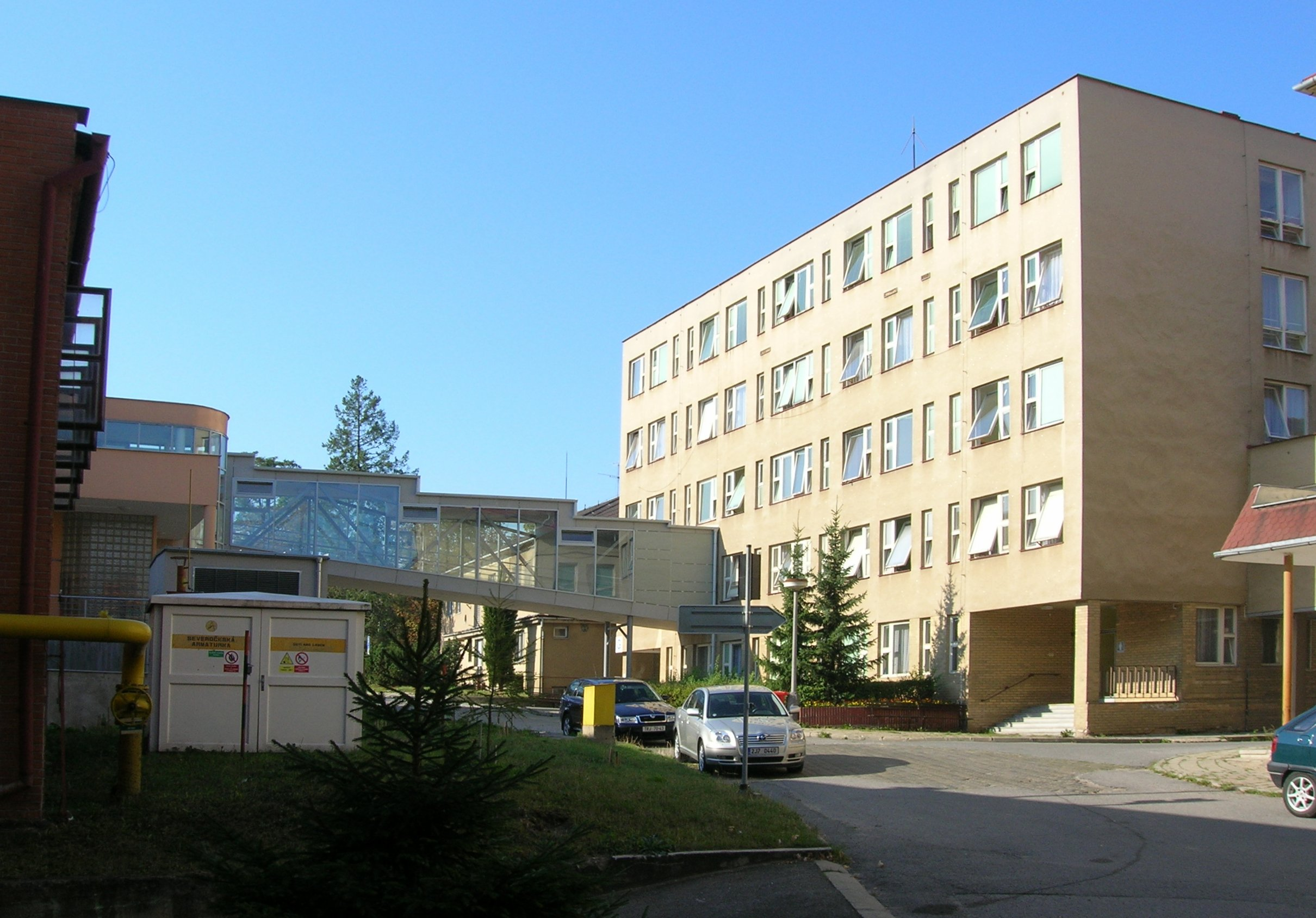
Stará budova porodnice
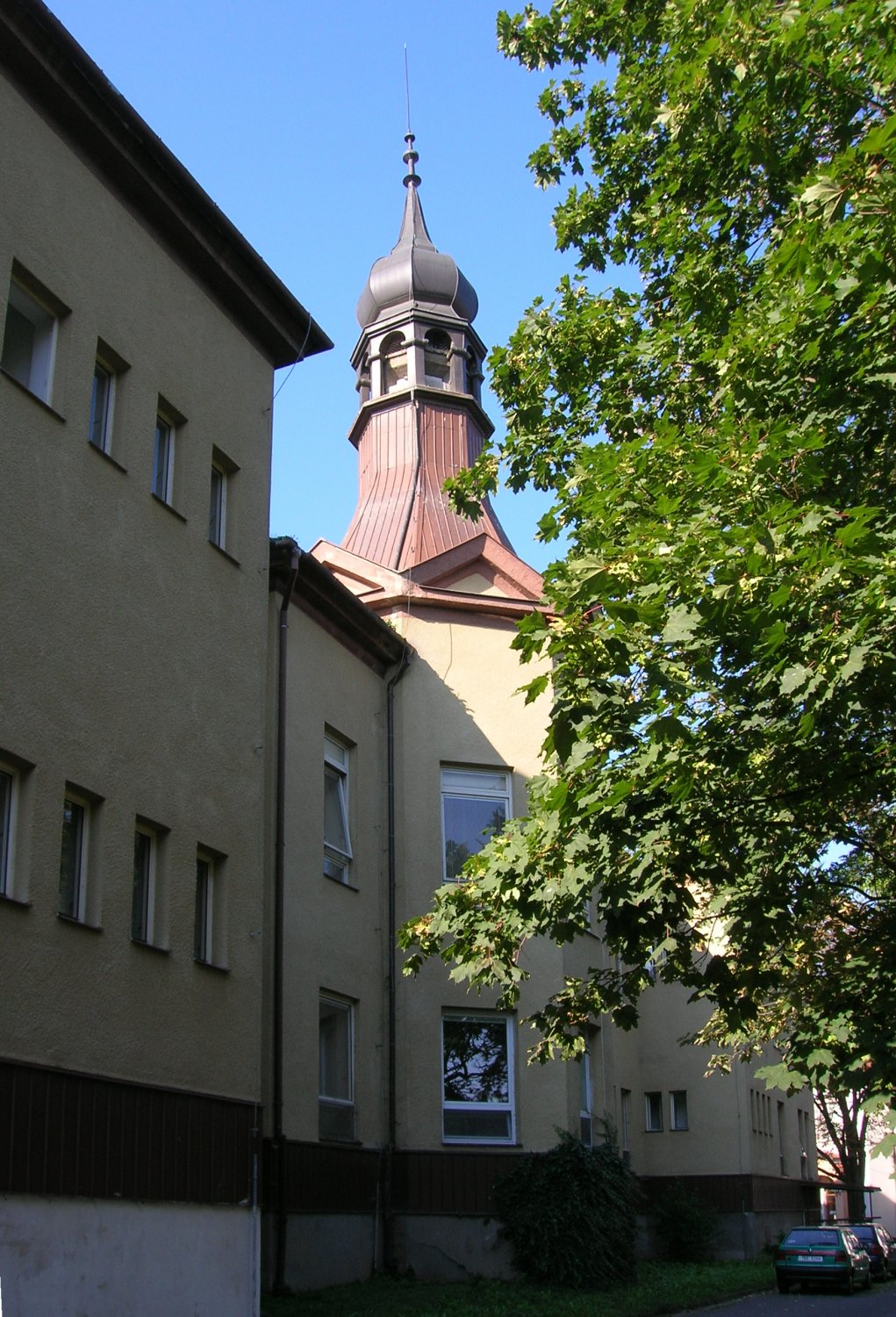
„Stará nemocnice“. Cibulovitá věžička
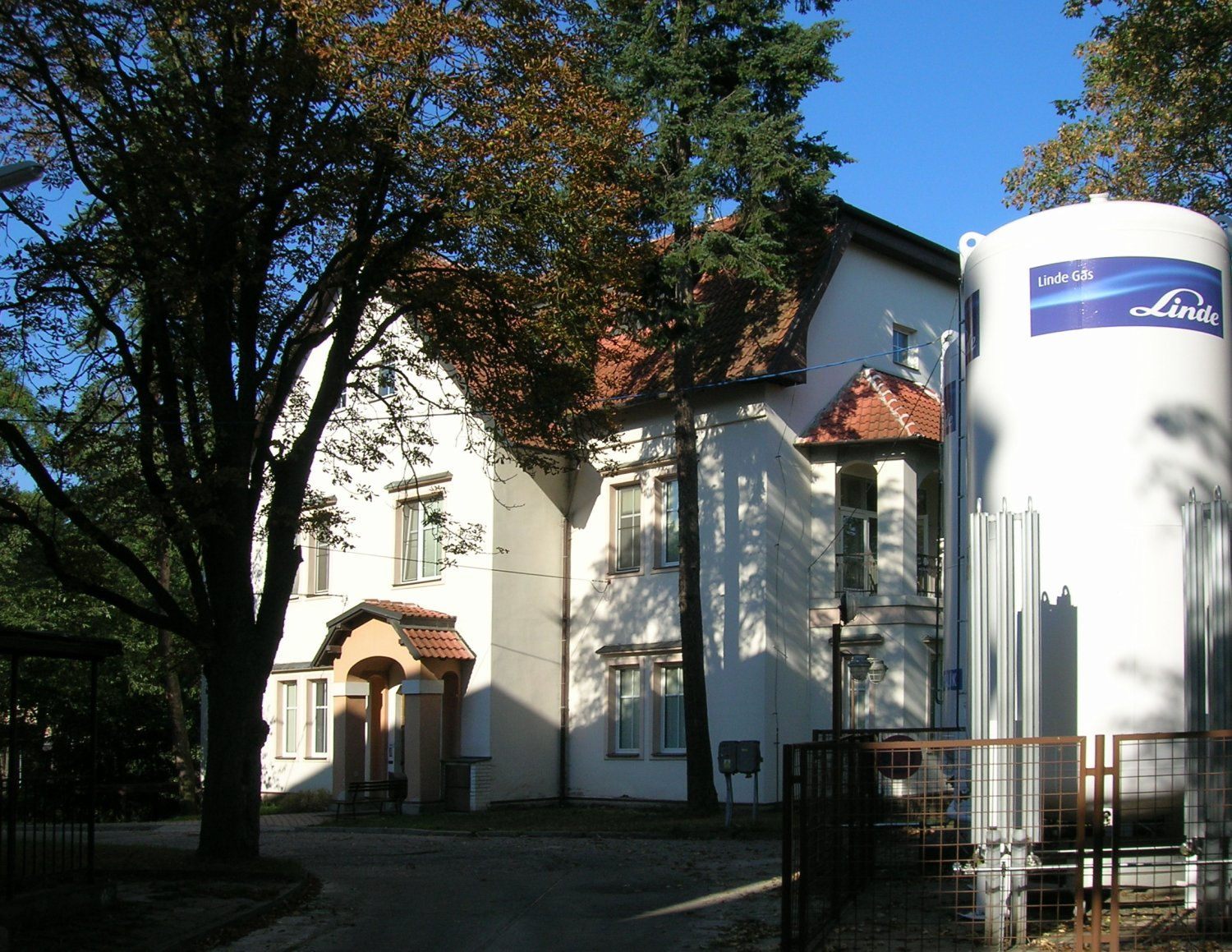
Původně vila pro lékaře, poté dialýza, nyní pedagogicko psychologická poradna.
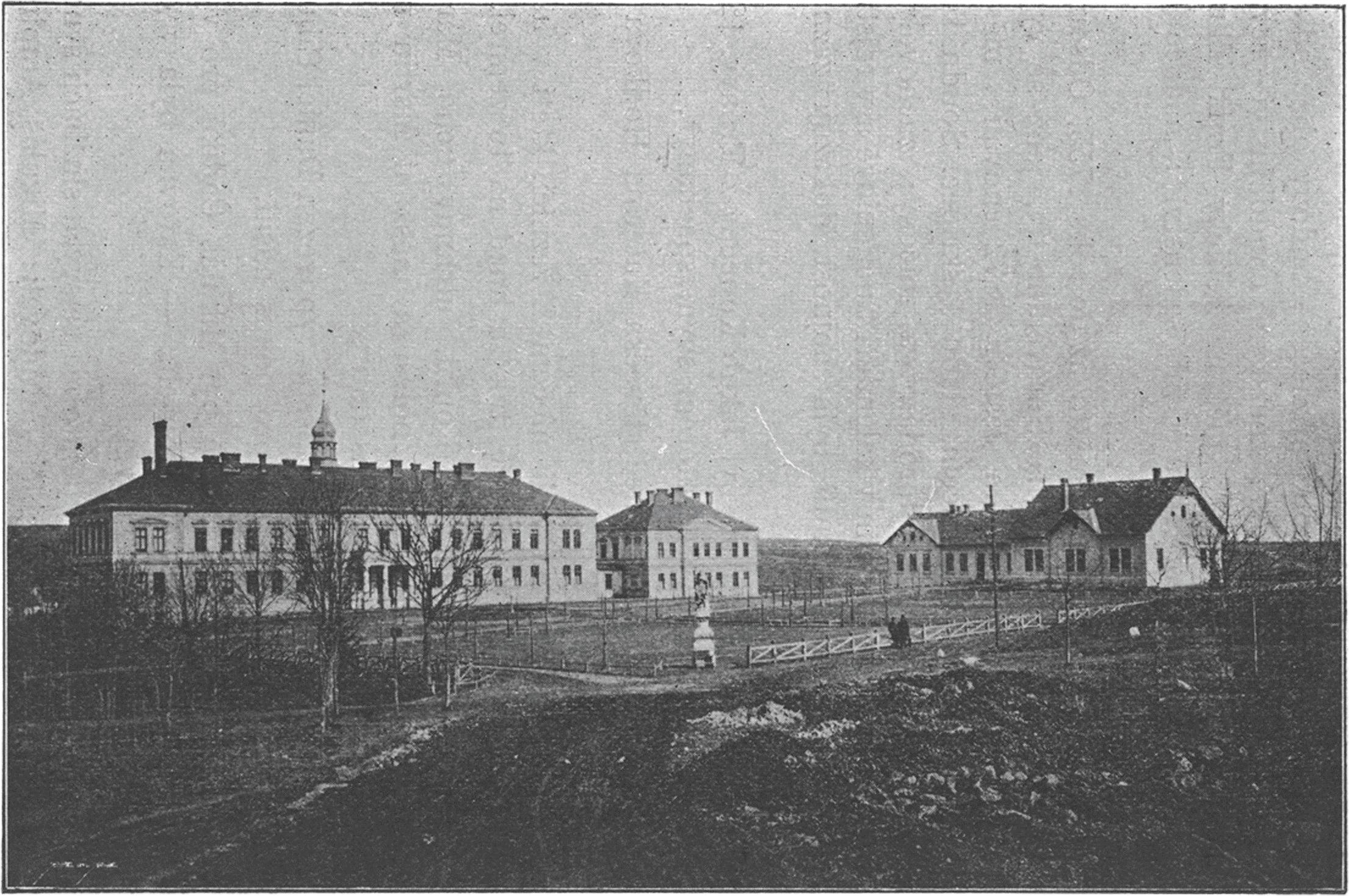
Základ dnešní nemocnice – nejstarší budova s původní kaplí sv. Josefa – v popředí socha sv. Václava, pocházející ze zrušené kašny na Karlově náměstí